# Joseph Vanderstappen
Pour les articles homonymes, voir Vanderstappen.
Joseph Vanderstappen, né en 1885 et mort à une date inconnue est un footballeur belge qui joue au poste de gardien de but.
Il défend les buts de l'Union Saint-Gilloise avant la Première Guerre mondiale. Avec ses frères aînés, les attaquants Charles et Gustave Vanderstappen, il fait partie de la première équipe de l'Union, dès 1897.
Champion de Belgique avec l'équipe scolaire, il devient le gardien titulaire de l'équipe première en 1903 et remporte le Championnat en 1904.
Cinq autres titres suivent en 1905, 1906, 1907, 1909 et 1910.
Joseph Vanderstappen est resté durant quarante matches de championnat sans concéder un but.

## Palmarès
- Champion de Belgique en 1904, 1905, 1906, 1907, 1909 et 1910  avec l'Union Saint-Gilloise
- Vice-Champion de Belgique en 1908 avec l'Union Saint-Gilloise